# 島根師範学校
島根師範学校 （しまねしはんがっこう） は第二次世界大戦中の1943年 （昭和18年） に、島根県に設置された師範学校である。
本項は、島根県師範学校・島根県女子師範学校などの前身諸校を含めて記述する。

## 概要
- 島根県師範学校・島根県女子師範学校の統合・官立移管により設置され、男子部・女子部を置いた。
- 1875年 （明治8年） 創立の島根県小学教員伝習所を起源とする。
- 第二次世界大戦後の学制改革で新制島根大学教育学部の母体の一つとなった。
- 同窓会は 「島根大学教育学部同窓会」 と称し、旧制 （島根師範・島根青師）・新制合同の会である。

## 沿革

### 旧・島根県立、浜田県立期

#### 島根県小学教員伝習所
- 1875年2月： 島根県、東京師範学校（現・筑波大学）卒業生の狭間重亜を招聘。
- 1875年3月11日： 島根県小学教員伝習所を設立。
  - 松江第一区殿町10番地[1]の旧家老 大野舎人屋敷跡。
  - 正科 （授業法伝授）・予科 （教員として必要な学科伝授）。修学期間10か月 （2か月×5級）。
  - 4月16日、開所式を挙行。
- 1875年6月： 附属小学校を設置。
  - 当初は殿町小学校校舎を借用。

#### 浜田県小学伝習所
- 1875年6月18日： 浜田県、浜田県小学伝習所を開設。
  - 那賀郡浅井町 （現・浜田市浅井町）。
  - 修学期間6か月 （初級生3か月・授業生3か月）、入学資格16歳-30歳 （篤学者は40歳まで可）。
- 1875年9月： 津和野に支校を設置。

### 島根県立期

#### 松江師範学校、浜田師範学校、旧・島根県師範学校
- 1876年4月： 浜田県を島根県に併合。
  - 浜田県小学伝習所を浜田師範学校と改称。
- 1876年4月： 島根県小学教員伝習所、教則制定。修業年限2年 （2か月×6級） に。
- 1876年8月： 鳥取県を島根県に併合。

1876年8月 - 1881年9月の間は現・鳥取県部分を含む。鳥取師範学校も参照。
- 1876年10月4日： 松江師範学校と改称。
- 1876年12月： 支校を設置。
  - 広瀬支校： 能義郡広瀬町 （現・安来市）。修学期間8か月。
  - 浜村支校： 神門郡浜村 （現・出雲市）。修学期間8か月。
- 1877年11月： 島根県師範学校規則を制定。
  - 松江・浜田・鳥取の 3師範学校共通。正科・予科 各2年制。
- 1878年9月： 女子師範学校を松江・鳥取に設置。
  - 松江女子師範学校は松江師範学校附属小学校内に設置 （現・松江市殿町、島根県農林会館付近）。
- 1879年3月： 支校教則改定。本科1年制・予備科 （14歳以上） 2年制に。
- 1879年9月： 松江師範学校教則改定。予科2年半・本科半年に。
- 1880年5月： 島根県、県会に師範学校統廃合案を上程。
  - 鳥取師範学校・浜田師範学校・津和野支校を松江師範学校に統合。
- 1880年9月： 初代校長 渡辺譲就任 （松江中学校と兼任）。
- 1881年： 広瀬支校・浜村支校・女子師範学校を廃止。
- 1881年9月： 鳥取県が独立。現・島根県成立。
- 1882年9月[2]： 浜田中学校内に浜田師範学校を再開校。
- 1883年12月： 師範学校教則大綱に準拠。
  - 初等師範学科 （1年）・中等師範学科 （2年半）・高等師範学科 （4年） を設置。
- 1884年7月1日： 松江師範学校に浜田師範学校を併合し、島根県師範学校と改称。
- 1886年2月： 女子部を設置 （4年制）。
  - 松江 殿町19番地 （旧松江女子師範学校跡、現・島根県農林会館付近）。

#### 島根県尋常師範学校
- 1886年8月： 師範学校令により島根県尋常師範学校と改称。
- 1886年12月： 規則制定。本科4年制となる。
- 1887年11月： 生徒によるストライキ事件発生[3]。
  - 天長節の外出時間延長が撤廃されたのを不満として。8日、生徒5名退校処分。
- 1890年： 女子部、3年制に短縮。
- 1896年4月： 生徒による同盟退校事件発生[4]。
  - 同年3月、生徒代表が県知事に教職員の風紀是正を依頼。4月15日、生徒70名が帰校せず、18日に県知事の説得で帰校。23日、生徒67名連署で退校届を遺して退校。生徒らは放校処分となった。
- 1897年3月： 女子部廃止。

#### 島根県師範学校
- 1898年4月： 師範教育令に準拠し島根県師範学校と改称。
- 1902年4月： 女子部を再設置 （3年制）。
- 1903年4月： 女子部が分離独立し島根県女子師範学校開校。
  - 島根県師範学校は男子校となった。
- 1904年4月： 松江市外中原 （現・松江市立第一中学校校地） の新校舎に移転。
- 1908年4月： 学則制定。
  - 本科第一部 （3年制高等小学校卒対象、4年制）・本科第二部 （中学校卒対象、1年制） を設置。予備科は設置せず。
- 1915年10月： 生徒による同盟休校事件発生[5]。
  - 一講師の転任が引き金となって校長への不満が噴出。10月8日、生徒189名が寄宿舎から脱出。代表6名放校、他生徒無期停学処分 （25日、停学解除）。
- 1925年4月：本科第一部を5年制に変更 （2年制高等小学校卒対象）。
- 1926年4月： 専攻科を設置 （1年制）。
- 1928年10月： 校歌制定。『高き節操の古城に対す』 （木島俊太郎 作詞、飯田忠美 作曲）。
- 1931年1月： 本科第二部を2年制に延長。

#### 松江女子師範学校、島根県女子師範学校
- 1878年9月： 旧・島根県、女子師範学校を松江・鳥取に設置。
  - 松江女子師範学校は松江師範学校附属小学校内に設置 （現・松江市殿町、島根県農林会館付近）。
- 1881年9月： 女子師範学校、廃止。
- 1886年2月： 島根県師範学校に女子部を設置 （4年制）。
  - 松江 殿町19番地 （旧松江女子師範学校跡）。
- 1890年： 島根県尋常師範学校女子部、3年制に短縮。
- 1897年3月： 女子部廃止。
- 1902年4月： 島根県師範学校に女子部を再設置 （3年制）。
- 1903年4月： 島根県師範学校女子部が分離独立し島根県女子師範学校開校。
  - 旧・女子部校舎で開校。初代校長： 永瀬伊一郎。
- 1903年6月： 簸川郡今市町 （現・出雲市今市町） の簸川中学校跡に移転。
  - 現・島根県立出雲高等学校校地。
- 1904年： 今市町尋常小学校・今市町外十一村組合立今市女児高等小学校を代用附属に。
- 1907年： 今市高等女学校を附設 （1913年廃止、1920年再設置）。
  - 現・島根県立出雲高等学校の前身。
- 1908年4月： 学則改定。
  - 本科第一部 （4年制）・本科第二部 （高等女学校卒対象、1年制） を設置。
- 1911年： 今市尋常小学校内に附属幼稚園を設置。
- 1919年： 裏山の植物教材園 （教諭 平田駒太郎により整備） が 「平田植物園」 と命名される。
- 1923年4月： 那賀郡浜田町 （現・浜田市片庭町、浜田合同庁舎付近） の新校舎に移転。
  - 浜田師範学校の再興案 （男女師範併置） が発端だったが、女子師範の移転のみ実現した。
  - 旧・今市校地は今市高等女学校の専用校地となった。
  - 浜田町立西尋常高等小学校 （現・浜田市立原井小学校）・浜田町立幼稚園を代用附属に。
- 1925年4月： 本科第一部を5年制に変更。
- 1926年4月： 専攻科を設置 （1年制）。
- 1927年： 本科第二部を2年制に延長。
- 1933年5月： 校歌制定。『檜が浦辺湧きくる潮の』 （近藤秀之助 作詞、深井淑 作曲）。

### 官立期

#### 島根師範学校
- 1943年4月1日： 島根県師範学校・島根県女子師範学校を統合し、官立島根師範学校設置。
  - 旧島根県師範学校校舎に男子部、旧島根県女子師範学校校舎に女子部を設置。
  - 本科 （3年制。中等学校卒対象）・予科 （3年制。高等小学校卒対象） を設置。
- 1943年9月： 島根県下の豪雨水害で、男子部生徒ら災害復旧奉仕隊として復旧作業に従事。
  - 女子部校地は浸水被害を受けた。
- 1945年10月： 生徒による同盟休校事件発生。
  - 生徒意見の尊重・帰宅時間の延長・自由研究時間の設置などを要求。
- 1947年4月： 男子部附属中学校 （新制） を開設。
- 1949年5月31日： 新制島根大学発足。
  - 島根師範学校は島根青年師範学校と共に教育学部の母体として包括された。
  - 男子部校地に教育学部 （本校）、女子部校地に教育学部浜田分校を設置。
- 1951年3月： 島根大学島根師範学校 （旧制）、廃止。

## 歴代校長
松江師範学校
- 湯本文彦：1882年9月26日 - 1883年1月31日[6]

島根県尋常師範学校
- 濱野虎吉：1886年9月3日 - 1886年11月[7]
- 石井信敬：1887年4月22日[8] - 1888年2月25日[9]
- 斎藤熊太郎：1890年8月5日 - 1896年6月11日
- 和田豊：1896年6月11日 - 1898年4月6日
- 西田由：1898年4月16日 -
- 遠藤民次郎：1899年5月19日 - 1902年9月23日
- 児玉鑑三：1902年9月23日 - 1910年4月23日
- 本田嘉種：1910年4月23日 - 1913年5月31日
- 古川正澄：1913年5月31日 - 1916年4月14日
- 若杉八百太郎：1916年4月14日 -

島根県女子師範学校
- 永瀬伊一郎：1903年2月19日 - 1909年9月28日
- 伊藤義三郎（義彦）[10]：1909年10月9日 -
- 森山辰之助：1917年7月6日 -
- 井口益吉：1923年3月31日[11] -

官立島根師範学校
- 板倉操平：1943年4月1日[12] - 1945年11月24日[13]
  - 前・岩手県師範学校校長。大阪第二師範学校校長に転じた。
- 田村清三郎：1945年11月 - 1949年7月
  - 前・大阪府立北野中学校校長。
- 勝部謙造：1949年7月 - 1951年3月
  - 新制島根大学教育学部 初代学部長

## 校地の変遷と継承
島根師範学校男子部
前身の島根県師範学校から引き継いだ松江市外中原町の校地を使用した。同校地は後身の新制島根大学教育学部に引き継がれ、1962年12月に現在の川津キャンパスに移転完了するまで使用された。その後1963年9月から1969年まで、旧・外中原校地は島根大学教育学部附属中学校に使用された。現在は松江市立第一中学校の校地となっており、当校の東門は、島根師範学校男子部の正門の一部を受け継いだものである。
島根師範学校女子部
前身の島根県女子師範学校から引き継いだ浜田市原井 （現・片庭町） の校地を使用した。同校地は後身の新制島根大学教育学部に引き継がれ教育学部浜田分校となったが、分校は1952年4月に廃止された。その後、旧浜田校地は島根県立浜田ろう学校に1966年まで使用された。現在は島根県浜田合同庁舎の敷地となっている。

## 著名な出身者
- 渡辺瑞美 - 内務官僚・秋田県知事・秋田県副知事。1916年卒。
- 吉岡隆徳 - 陸上選手。1930年卒。

## 参考書籍
- 島根大学開学三十周年史編集委員会（編） 『島根大学史』 島根大学、1981年3月、261頁-351頁。